# Las palabras de amor (The Words of Love)

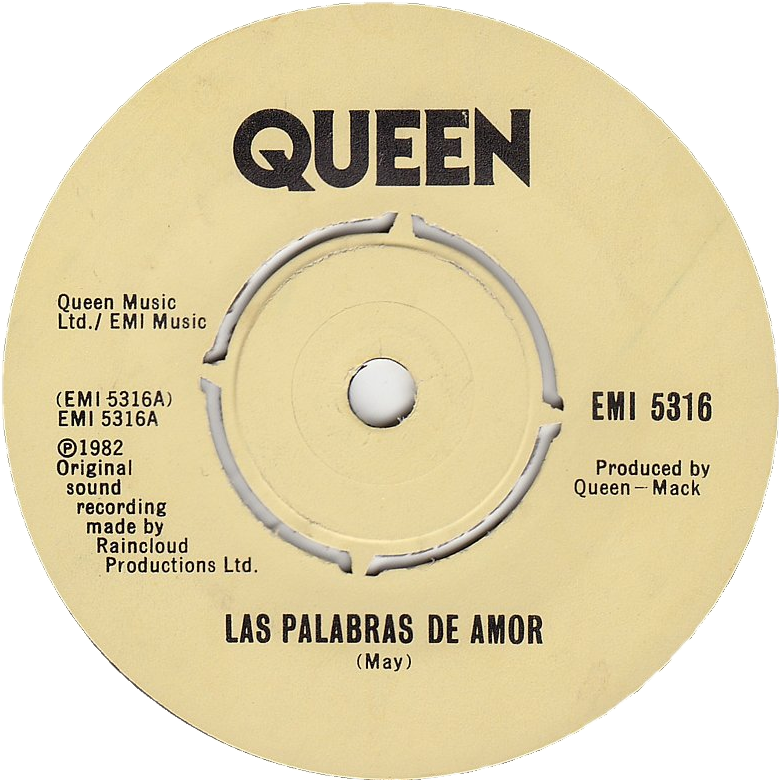

Las palabras de amor (The Words of Love) è un brano musicale dei Queen tratto come terzo singolo dal disco Hot Space del 1982.

## Descrizione
Il brano, che presenta parte del testo in spagnolo, è stato scritto da Brian May ed è stato pubblicato il 1º giugno 1982.
La canzone compare soltanto in qualche intro nei concerti live (nel concerto a Milton Keynes ad esempio prima di Love of My Life), ed è stata inserita nel Greatest Hits III.
È la quarta canzone della band che viene suonata a Top of the Pops dopo Seven Seas of Rhye, Killer Queen e Good Old-Fashioned Lover Boy e riscuote grande successo solo in Polonia, mentre nel Regno Unito non riesce a sfondare.
La canzone venne interpretata da Zucchero Fornaciari nel corso del Freddie Mercury Tribute Concert, il concerto in memoria di Freddie Mercury tenutosi nel 1992 al Wembley Stadium di Londra.
La b-side del singolo è stata Cool Cat.